# تیچپتالوم
تیچپتالوم (نام علمی: Ptychopetalum) نام یک سرده از فرمانرو گیاه است.